# David Agir
David L. Agir – nauruański polityk.
Poseł z okręgu Aiwo. Zasiadał w parlamencie Nauru na przełomie lat 70. i 80. XX wieku. Był sekretarzem w sprawach rozwoju i przemysłu.
Działał na rzecz krajowej radiofonii i telewizji.
Był również dyplomatą; w jednym z państw był konsulem generalnym Republiki Nauru.